# 다쓰타정
다쓰다정(竜田町)은 1947년까지 존재했던 나라현 이코마군의 정이다. 현재의 이코마군 이카루가정에 해당한다.

## 연혁
- 1888년 4월 1일 - 정촌제 시행에 의해 헤구리군 다쓰타촌이 성립하였다.
- 1891년 4월 2일 - 정으로 승격하였다.
- 1897년 4월 1일 - 군제 시행에 의해 헤구리군 소에지모군과 합병해 이코마군이 성립해 .이코마군 다쓰타정이 되었다.
- 1947년 2월 11일 - 도미사토촌, 호류지촌과 합병해 이카루가정이 되었다.

## 참고문헌
- 『角川日本地名大辞典』 29 奈良県（角川書店、1990）